# Silver Slugger Award

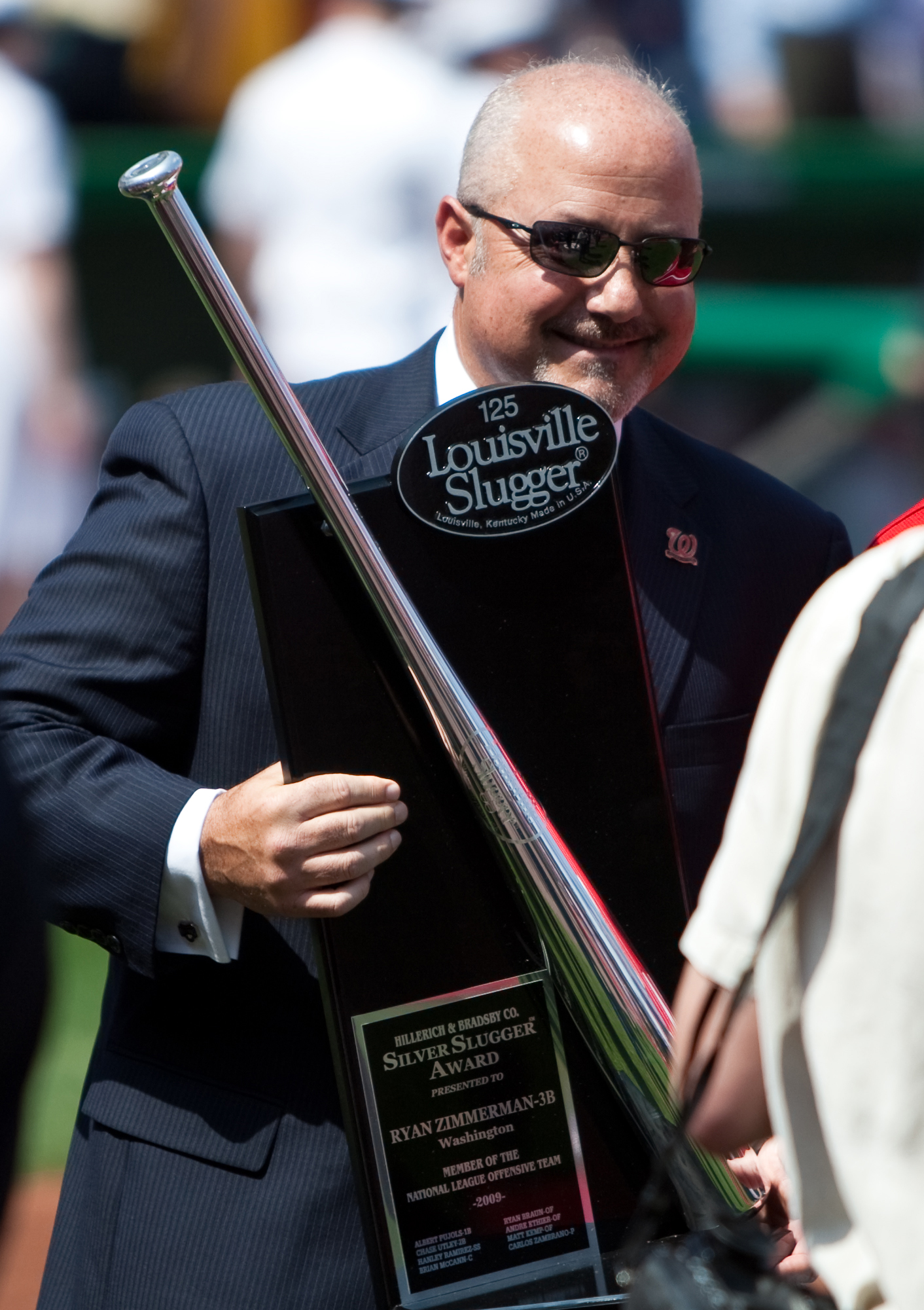
Il general manager dei Washington Nationals Mike Rizzo con il Silver Slugger Award di Ryan Zimmerman

Il Silver Slugger Award è un premio assegnato annualmente al miglior giocatore offensivo in ogni ruolo delle due leghe della Major League Baseball, l'American League e la National League, su votazione dei manager e degli allenatori di tutte le squadre. Tali votanti considerano diverse categorie offensive per selezionare i vincitori, incluse media battuta, media bombardieri e percentuale di arrivo in base, oltre all'"impressione generale di allenatori e manager del valore offensivo complessivo del giocatore". Ai manager e agli allenatori non è permesso di votare per giocatori della propria squadra. Il premio fu per la prima volta assegnato nel 1980 da Hillerich & Bradsby, costruttore delle mazze "Louisville Slugger". Il trofeo è a forma di mazza, alto 91 cm, recante i nomi di tutti i precedenti vincitori della lega e placcato di argento sterling.
Il premio assegnato agli esterni non dipende dalla loro specifica posizione in campo. Questo significa ad esempio che è possibile che tre esterni sinistri, o qualsiasi altra combinazione di esterni, lo vincano nello stesso, piuttosto che esso vada a un esterno sinistro, uno centrale e uno destro. Inoltre, solo il lanciatore della National League riceve uno Silver Slugger Award; le formazioni della American League infatti includono un battitore designato al posto del lanciatore nell'ordine di battuta, perciò è quest'ultimo a ricevere il riconoscimento.
Barry Bonds, detentore del record in carriera di fuoricampoè l'atleta ad aver vinto più Silver Slugger Award con 12. L'ha vinto inoltre per cinque volte consecutive in due occasioni: dal 1990 al 1994 e nuovamente dal 2000 al 2004. Il ricevitore Mike Piazza e l'ex terza base dei New York Yankees Alex Rodriguez sono alla pari al secondo posto, con dieci premi ognuno. Rodriguez ha vinto i premi in due ruoli; sette come interbase per i Seattle Mariners e i Texas Rangers e tre con gli Yankees come terza base. Wade Boggs guida i terza base con otto Silver Slugger Award; Barry Larkin gli interbase con nove. Altri leader includono Ryne Sandberg (sette vittorie come seconda base) e Mike Hampton (cinque vittorie come lanciatore). Todd Helton e Albert Pujols sono alla pari per i prima base con quattro vittorie, anche se Pujols ne ha vinti altri due in altri ruoli. David Ortiz ha vinto sette premi come battitore designato, il massimo in quella posizione.

## Legenda
| Anno   | Stagione della Major League Baseball                                  |
| 1B     | Prima base                                                            |
| 2B     | Seconda base                                                          |
| 3B     | Terza base                                                            |
| SS     | Interbase                                                             |
| OF     | Esterno                                                               |
| C      | Ricevitore                                                            |
| P      | Lanciatore                                                            |
| DH     | Battitore designato                                                   |
| * o ** | Record di Silver Slugger Awards nel suo ruolo (** indica un pareggio) |
| †      | Membro della National Baseball Hall of Fame                           |

## Vincitori dell'American League
| Anno | 1B                    | 2B              | 3B              | SS                | OF                | OF                | OF               | C                                 | DH                |
| ---- | --------------------- | --------------- | --------------- | ----------------- | ----------------- | ----------------- | ---------------- | --------------------------------- | ----------------- |
| 1980 | Cecil Cooper          | Willie Randolph | George Brett†   | Robin Yount†      | Ben Oglivie       | Al Oliver         | Willie Wilson    | Lance Parrish                     | Reggie Jackson†   |
| 1981 | Cecil Cooper          | Bobby Grich     | Carney Lansford | Rick Burleson     | Rickey Henderson† | Dave Winfield†    | Dwight Evans     | Carlton Fisk†                     | Al Oliver         |
| 1982 | Cecil Cooper          | Dámaso García   | Doug DeCinces   | Robin Yount†      | Reggie Jackson†   | Dave Winfield†    | Willie Wilson    | Lance Parrish                     | Hal McRae         |
| 1983 | Eddie Murray†         | Lou Whitaker    | Wade Boggs*†    | Cal Ripken, Jr.†  | Jim Rice†         | Dave Winfield†    | Lloyd Moseby     | Lance Parrish                     | Don Baylor        |
| 1984 | Eddie Murray†         | Lou Whitaker    | Buddy Bell      | Cal Ripken, Jr.†  | Jim Rice†         | Dave Winfield†    | Tony Armas       | Lance Parrish                     | Andre Thornton    |
| 1985 | Don Mattingly         | Lou Whitaker    | George Brett†   | Cal Ripken, Jr.†  | Rickey Henderson† | Dave Winfield†    | George Bell      | Carlton Fisk†                     | Don Baylor        |
| 1986 | Don Mattingly         | Frank White     | Wade Boggs*†    | Cal Ripken, Jr.†  | Jesse Barfield    | Kirby Puckett†    | George Bell      | Lance Parrish                     | Don Baylor        |
| 1987 | Don Mattingly         | Lou Whitaker    | Wade Boggs*†    | Alan Trammell     | Dwight Evans      | Kirby Puckett†    | George Bell      | Matt Nokes                        | Paul Molitor†     |
| 1988 | George Brett†         | Julio Franco    | Wade Boggs*†    | Alan Trammell     | Mike Greenwell    | Kirby Puckett†    | José Canseco     | Carlton Fisk†                     | Paul Molitor†     |
| 1989 | Fred McGriff          | Julio Franco    | Wade Boggs*†    | Cal Ripken, Jr.†  | Rubén Sierra      | Kirby Puckett†    | Robin Yount†     | Mickey Tettleton                  | Harold Baines     |
| 1990 | Cecil Fielder         | Julio Franco    | Kelly Gruber    | Alan Trammell     | Rickey Henderson† | Ellis Burks       | José Canseco     | Lance Parrish                     | Dave Parker       |
| 1991 | Cecil Fielder         | Julio Franco    | Wade Boggs*†    | Cal Ripken, Jr.†  | Joe Carter        | Ken Griffey Jr.†  | José Canseco     | Mickey Tettleton                  | Frank Thomas†     |
| 1992 | Mark McGwire          | Roberto Alomar† | Edgar Martínez  | Travis Fryman     | Joe Carter        | Kirby Puckett†    | Juan González    | Mickey Tettleton                  | Dave Winfield†    |
| 1993 | Frank Thomas†         | Carlos Baerga   | Wade Boggs*†    | Cal Ripken, Jr.†  | Albert Belle      | Ken Griffey Jr.†  | Juan González    | Mike Stanley                      | Paul Molitor†     |
| 1994 | Frank Thomas†         | Carlos Baerga   | Wade Boggs*†    | Cal Ripken, Jr.†  | Albert Belle      | Ken Griffey Jr.†  | Kirby Puckett†   | Iván Rodríguez†                   | Julio Franco      |
| 1995 | Mo Vaughn             | Chuck Knoblauch | Gary Gaetti     | John Valentin     | Albert Belle      | Tim Salmon        | Manny Ramírez    | Iván Rodríguez†                   | Edgar Martínez    |
| 1996 | Mark McGwire          | Roberto Alomar† | Jim Thome       | Alex Rodriguez    | Albert Belle      | Ken Griffey Jr.†  | Juan González    | Iván Rodríguez†                   | Paul Molitor†     |
| 1997 | Tino Martinez         | Chuck Knoblauch | Matt Williams   | Nomar Garciaparra | David Justice     | Ken Griffey Jr.†  | Juan González    | Iván Rodríguez†                   | Edgar Martínez    |
| 1998 | Rafael Palmeiro       | Damion Easley   | Dean Palmer     | Alex Rodriguez    | Albert Belle      | Ken Griffey Jr.†  | Juan González    | Iván Rodríguez†                   | José Canseco      |
| 1999 | Carlos Delgado        | Roberto Alomar† | Dean Palmer     | Alex Rodriguez    | Shawn Green       | Ken Griffey Jr.†  | Manny Ramírez    | Iván Rodríguez†                   | Rafael Palmeiro   |
| 2000 | Carlos Delgado        | Roberto Alomar† | Troy Glaus      | Alex Rodriguez    | Darin Erstad      | Magglio Ordóñez   | Manny Ramírez    | Jorge Posada                      | Frank Thomas†     |
| 2001 | Jason Giambi          | Bret Boone      | Troy Glaus      | Alex Rodriguez    | Ichirō Suzuki     | Juan González     | Manny Ramírez    | Jorge Posada                      | Edgar Martínez    |
| 2002 | Jason Giambi          | Alfonso Soriano | Eric Chavez     | Alex Rodriguez    | Garret Anderson   | Magglio Ordóñez   | Bernie Williams  | Jorge Posada                      | Manny Ramírez     |
| 2003 | Carlos Delgado        | Bret Boone      | Bill Mueller    | Alex Rodriguez    | Garret Anderson   | Vernon Wells      | Manny Ramírez    | Jorge Posada                      | Edgar Martínez    |
| 2004 | Mark Teixeira         | Alfonso Soriano | Melvin Mora     | Miguel Tejada     | Gary Sheffield    | Vladimir Guerrero | Manny Ramírez    | Víctor Martínez & Iván Rodríguez† | David Ortiz*      |
| 2005 | Mark Teixeira         | Alfonso Soriano | Alex Rodriguez  | Miguel Tejada     | Gary Sheffield    | Vladimir Guerrero | Manny Ramírez    | Jason Varitek                     | David Ortiz*      |
| 2006 | Justin Morneau        | Robinson Canó   | Joe Crede       | Derek Jeter       | Jermaine Dye      | Vladimir Guerrero | Manny Ramírez    | Joe Mauer                         | David Ortiz*      |
| 2007 | Carlos Peña           | Plácido Polanco | Alex Rodriguez  | Derek Jeter       | Magglio Ordóñez   | Vladimir Guerrero | Ichirō Suzuki    | Jorge Posada                      | David Ortiz*      |
| 2008 | Justin Morneau        | Dustin Pedroia  | Alex Rodriguez  | Derek Jeter       | Josh Hamilton     | Carlos Quentin    | Grady Sizemore   | Joe Mauer                         | Aubrey Huff       |
| 2009 | Mark Teixeira         | Aaron Hill      | Evan Longoria   | Derek Jeter       | Jason Bay         | Torii Hunter      | Ichirō Suzuki    | Joe Mauer                         | Adam Lind         |
| 2010 | Miguel Cabrera        | Robinson Canó   | Adrián Beltré   | Alexei Ramírez    | Josh Hamilton     | Carl Crawford     | José Bautista    | Joe Mauer                         | Vladimir Guerrero |
| 2011 | Adrián González       | Robinson Canó   | Adrián Beltré   | Asdrúbal Cabrera  | Jacoby Ellsbury   | Curtis Granderson | José Bautista    | Alex Avila                        | David Ortiz*      |
| 2012 | Prince Fielder        | Robinson Canó   | Miguel Cabrera  | Derek Jeter       | Josh Hamilton     | Mike Trout        | Josh Willingham  | A.J. Pierzynski                   | Billy Butler      |
| 2013 | Chris Davis           | Robinson Canó   | Miguel Cabrera  | J.J. Hardy        | Torii Hunter      | Mike Trout        | Adam Jones       | Joe Mauer                         | David Ortiz*      |
| 2014 | José Abreu            | José Altuve     | Adrián Beltré   | Alexei Ramírez    | José Bautista     | Mike Trout        | Michael Brantley | Yan Gomes                         | Víctor Martínez   |
| 2015 | Miguel Cabrera        | José Altuve     | Josh Donaldson  | Xander Bogaerts   | Nelson Cruz       | Mike Trout        | J.D. Martinez    | Brian McCann                      | Kendrys Morales   |
| 2016 | Miguel Cabrera        | José Altuve     | Josh Donaldson  | Xander Bogaerts   | Mookie Betts      | Mike Trout        | Mark Trumbo      | Salvador Pérez                    | David Ortiz*      |
| 2017 | Eric Hosmer           | José Altuve     | José Ramírez    | Francisco Lindor  | Aaron Judge       | Justin Upton      | George Springer  | Gary Sánchez                      | Nelson Cruz       |
| 2018 | José Abreu            | José Altuve     | José Ramírez    | Francisco Lindor  | Mookie Betts      | Mike Trout        | J.D. Martinez    | Salvador Pérez                    | J.D. Martinez     |
| 2019 | Carlos Santana        | D.J. LeMahieu   | Alex Bregman    | Xander Bogaerts   | Mookie Betts      | Mike Trout        | George Springer  | Mitch Garver                      | Nelson Cruz       |
| 2020 | José Abreu            | D.J. LeMahieu   | José Ramírez    | Tim Anderson      | Teoscar Hernández | Eloy Jiménez      | Mike Trout       | Salvador Pérez                    | Nelson Cruz       |
| 2021 | Vladimir Guerrero Jr. | Marcus Semien   | Rafael Devers   | Xander Bogaerts   | Teoscar Hernández | Cedric Mullins    | Aaron Judge      | Salvador Pérez                    | Shōhei Ōtani      |

## Vincitori della National League
| Year | 1B                 | 2B               | 3B             | SS                 | OF                | OF                | OF                | C               | P                   |
| ---- | ------------------ | ---------------- | -------------- | ------------------ | ----------------- | ----------------- | ----------------- | --------------- | ------------------- |
| 1980 | Keith Hernandez    | Manny Trillo     | Mike Schmidt†  | Garry Templeton    | Dusty Baker       | Andre Dawson†     | George Hendrick   | Ted Simmons     | Bob Forsch          |
| 1981 | Pete Rose          | Manny Trillo     | Mike Schmidt†  | Dave Concepción    | Dusty Baker       | Andre Dawson†     | George Foster     | Gary Carter†    | Fernando Valenzuela |
| 1982 | Al Oliver          | Joe Morgan†      | Mike Schmidt†  | Dave Concepción    | Dale Murphy       | Pedro Guerrero    | Leon Durham       | Gary Carter†    | Don Robinson        |
| 1983 | George Hendrick    | Johnny Ray       | Mike Schmidt†  | Dickie Thon        | Dale Murphy       | Andre Dawson†     | José Cruz         | TTerry Kennedy  | Fernando Valenzuela |
| 1984 | Keith Hernandez    | Ryne Sandberg*†  | Mike Schmidt†  | Garry Templeton    | Dale Murphy       | Tony Gwynn†       | José Cruz         | Gary Carter†    | Rick Rhoden         |
| 1985 | JJack Clark        | Ryne Sandberg*†  | Tim Wallach    | Hubie Brooks       | Dale Murphy       | Willie McGee      | Dave Parker       | Gary Carter†    | Rick Rhoden         |
| 1986 | Glenn Davis        | Steve Sax        | Mike Schmidt†  | Hubie Brooks       | Tim Raines†       | Tony Gwynn†       | Dave Parker       | Gary Carter†    | Rick Rhoden         |
| 1987 | Jack Clark         | Juan Samuel      | Tim Wallach    | Ozzie Smith†       | Andre Dawson†     | Tony Gwynn†       | Eric Davis        | Benito Santiago | Bob Forsch          |
| 1988 | Andrés Galarraga   | Ryne Sandberg*†  | Bobby Bonilla  | Barry Larkin*†     | Darryl Strawberry | Kirk Gibson       | Andy Van Slyke    | Benito Santiago | Tim Leary           |
| 1989 | Will Clark         | Ryne Sandberg*†  | Howard Johnson | Barry Larkin*†     | Kevin Mitchell    | Tony Gwynn†       | Eric Davis        | Craig Biggio†   | Don Robinson        |
| 1990 | Eddie Murray†      | Ryne Sandberg*†  | Matt Williams  | Barry Larkin*†     | Barry Bonds*      | Bobby Bonilla     | Darryl Strawberry | Benito Santiago | Don Robinson        |
| 1991 | Will Clark         | Ryne Sandberg*†  | Howard Johnson | Barry Larkin*†     | Barry Bonds*      | Bobby Bonilla     | Ron Gant          | Benito Santiago | Tom Glavine†        |
| 1992 | Fred McGriff       | Ryne Sandberg*†  | Gary Sheffield | Barry Larkin*†     | Barry Bonds*      | Larry Walker      | Andy Van Slyke    | Darren Daulton  | Dwight Gooden       |
| 1993 | Fred McGriff       | Robby Thompson   | Matt Williams  | Jay Bell           | Barry Bonds*      | Lenny Dykstra     | David Justice     | Mike Piazza*†   | Orel Hershiser      |
| 1994 | Jeff Bagwell†      | Craig Biggio†    | Matt Williams  | Wil Cordero        | Barry Bonds*      | Tony Gwynn†       | Moisés Alou       | Mike Piazza*†   | Mark Portugal       |
| 1995 | Eric Karros        | Craig Biggio†    | Vinny Castilla | Barry Larkin*†     | Sammy Sosa        | Tony Gwynn†       | Dante Bichette    | Mike Piazza*†   | Tom Glavine†        |
| 1996 | Andrés Galarraga   | Eric Young       | Ken Caminiti   | Barry Larkin*†     | Barry Bonds*      | Gary Sheffield    | Ellis Burks       | Mike Piazza*†   | Tom Glavine†        |
| 1997 | Jeff Bagwell†      | Craig Biggio†    | Vinny Castilla | Jeff Blauser       | Barry Bonds*      | Tony Gwynn†       | Larry Walker      | Mike Piazza*†   | John Smoltz†        |
| 1998 | Mark McGwire       | Craig Biggio†    | Vinny Castilla | Barry Larkin*†     | Sammy Sosa        | Greg Vaughn       | Moisés Alou       | Mike Piazza*†   | Tom Glavine†        |
| 1999 | Jeff Bagwell†      | Edgardo Alfonzo  | Chipper Jones  | Barry Larkin*†     | Sammy Sosa        | Vladimir Guerrero | Larry Walker      | Mike Piazza*†   | Mike Hampton*       |
| 2000 | Todd Helton**      | Jeff Kent        | Chipper Jones  | Édgar Rentería     | Barry Bonds*      | Vladimir Guerrero | Sammy Sosa        | Mike Piazza*†   | Mike Hampton*       |
| 2001 | Todd Helton**      | Jeff Kent        | Albert Pujols  | Rich Aurilia       | Barry Bonds*      | Luis Gonzalez     | Sammy Sosa        | Mike Piazza*†   | Mike Hampton*       |
| 2002 | Todd Helton**      | Jeff Kent        | Scott Rolen    | Édgar Rentería     | Barry Bonds*      | Vladimir Guerrero | Sammy Sosa        | Mike Piazza*†   | Mike Hampton*       |
| 2003 | Todd Helton**      | José Vidro       | Mike Lowell    | Édgar Rentería     | Barry Bonds*      | Gary Sheffield    | Albert Pujols     | Javy López      | Mike Hampton*       |
| 2004 | Albert Pujols**    | Mark Loretta     | Adrián Beltré  | Jack Wilson        | Barry Bonds*      | Jim Edmonds       | Bobby Abreu       | Johnny Estrada  | Liván Hernández     |
| 2005 | Derrek Lee         | Jeff Kent        | Morgan Ensberg | Felipe López       | Andruw Jones      | Miguel Cabrera    | Carlos Lee        | Michael Barrett | Jason Marquis       |
| 2006 | Ryan Howard        | Chase Utley      | Miguel Cabrera | José Reyes         | Carlos Beltrán    | Matt Holliday     | Alfonso Soriano   | Brian McCann    | Carlos Zambrano     |
| 2007 | Prince Fielder     | Chase Utley      | David Wright   | Jimmy Rollins      | Carlos Beltrán    | Matt Holliday     | Carlos Lee        | Russell Martin  | Micah Owings        |
| 2008 | Albert Pujols**    | Chase Utley      | David Wright   | Hanley Ramírez     | Ryan Ludwick      | Matt Holliday     | Ryan Braun        | Brian McCann    | Carlos Zambrano     |
| 2009 | Albert Pujols**    | Chase Utley      | Ryan Zimmerman | Hanley Ramírez     | Matt Kemp         | Andre Ethier      | Ryan Braun        | Brian McCann    | Carlos Zambrano     |
| 2010 | Albert Pujols**    | Dan Uggla        | Ryan Zimmerman | Troy Tulowitzki    | Carlos González   | Matt Holliday     | Ryan Braun        | Brian McCann    | Yovani Gallardo     |
| 2011 | Prince Fielder     | Brandon Phillips | Aramis Ramírez | Troy Tulowitzki    | Matt Kemp         | Justin Upton      | Ryan Braun        | Brian McCann    | Daniel Hudson       |
| 2012 | Adam LaRoche       | Aaron Hill       | Chase Headley  | Ian Desmond        | Andrew McCutchen  | Jay Bruce         | Ryan Braun        | Buster Posey    | Stephen Strasburg   |
| 2013 | Paul Goldschmidt** | Matt Carpenter   | Pedro Álvarez  | Ian Desmond        | Andrew McCutchen  | Jay Bruce         | Michael Cuddyer   | Yadier Molina   | Zack Greinke        |
| 2014 | Adrián González    | Neil Walker      | Anthony Rendon | Ian Desmond        | Andrew McCutchen  | Giancarlo Stanton | Justin Upton      | Buster Posey    | Madison Bumgarner   |
| 2015 | Paul Goldschmidt** | Dee Gordon       | Nolan Arenado  | Brandon Crawford   | Andrew McCutchen  | Bryce Harper      | Carlos Gonzalez   | Buster Posey    | Madison Bumgarner   |
| 2016 | Anthony Rizzo      | Daniel Murphy    | Nolan Arenado  | Corey Seager       | Charlie Blackmon  | Yoenis Céspedes   | Christian Yelich  | Wilson Ramos    | Jake Arrieta        |
| 2017 | Paul Goldschmidt** | Daniel Murphy    | Nolan Arenado  | Corey Seager       | Charlie Blackmon  | Marcell Ozuna     | Giancarlo Stanton | Buster Posey    | Adam Wainwright     |
| 2018 | Paul Goldschmidt** | Javier Báez      | Nolan Arenado  | Trevor Story       | Nick Markakis     | David Peralta     | Christian Yelich  | J. T. Realmuto  | Germán Márquez      |
| 2019 | Freddie Freeman    | Ozzie Albies     | Anthony Rendon | Trevor Story       | Ronald Acuña Jr.  | Cody Bellinger    | Christian Yelich  | J. T. Realmuto  | Zack Greinke        |
| 2020 | Freddie Freeman    | Donovan Solano   | Manny Machado  | Fernando Tatis Jr. | Ronald Acuña Jr.  | Mookie Betts      | Juan Soto         | Travis d'Arnaud | Marcell Ozuna (DH)  |
| 2021 | Freddie Freeman    | Ozzie Albies     | Austin Riley   | Fernando Tatís Jr. | Juan Soto         | Bryce Harper      | Nick Castellanos  | Buster Posey    | Max Fried           |